# Arena Mordovia
A Mordovia Arena é um estádio russo de futebol, que foi sede da Copa do Mundo FIFA de 2018. Também receberá os jogos do FC Mordovia Saransk da Premier League Russa, em substituição do Start Stadium.

## Design
Na tentativa de sediar a Copa do Mundo 2018 submetida à FIFA, o novo estádio de Saransk foi exibido com um design temporário do arquiteto alemão Tim Hupe. Para o look final do estádio, uma empresa local SaranskGrazhdanProekt foi escolhida. O simples local em forma de tigela é ter assentos de laranja acido e capacidade para 44.442 pessoas, mas apenas no modo torneio. Após a Copa do Mundo de 2018, serão desmantelados, diminuindo a capacidade para 28 mil. Entre os stands à esquerda e o telhado é criado um passeio com varejo e espaços de lazer.
O estádio oval terá um porão de dois andares e cinco andares.
O relvado do estádio está sendo importado do Canadá e haverá 37 km de aquecimento inferior, bem como aquecedores subterrâneos.

## Construção
A construção do último quinto andar começou em Dezembro de 2015.
As paredes e o telhado são feitos de uma única concha de painéis metálicos perfurados em cores solares. É suposto representar calor e hospitalidade. A base do telhado galvanizado é feita a partir de folhas perfiladas que terão isolamento e revestimento de membrana sobre o topo.
A construção no estádio deverá ser concluída em Abril de 2018.

## Copa do Mundo FIFA de 2018
O estádio receberá quatro jogos de fase de grupos da Copa do Mundo FIFA 2018. Uma partida de teste está agendada para 21 de abril de 2018.
| Data        | Hora  | 1ª equipe | Placar | 2ª equipe | Fase    | Público |
| ----------- | ----- | --------- | ------ | --------- | ------- | ------- |
| 16 de Junho | 19:00 | Peru      | 0 – 1  | Dinamarca | Grupo C | 40,502  |
| 19 de Junho | 15:00 | Colômbia  | 1 – 2  | Japão     | Grupo H | 40,842  |
| 25 de Junho | 21:00 | Irã       | 1 – 1  | Portugal  | Grupo B | 41,685  |
| 28 de Junho | 21:00 | Panamá    | 1 – 2  | Tunísia   | Grupo G | 37,168  |